# 선지 소시지

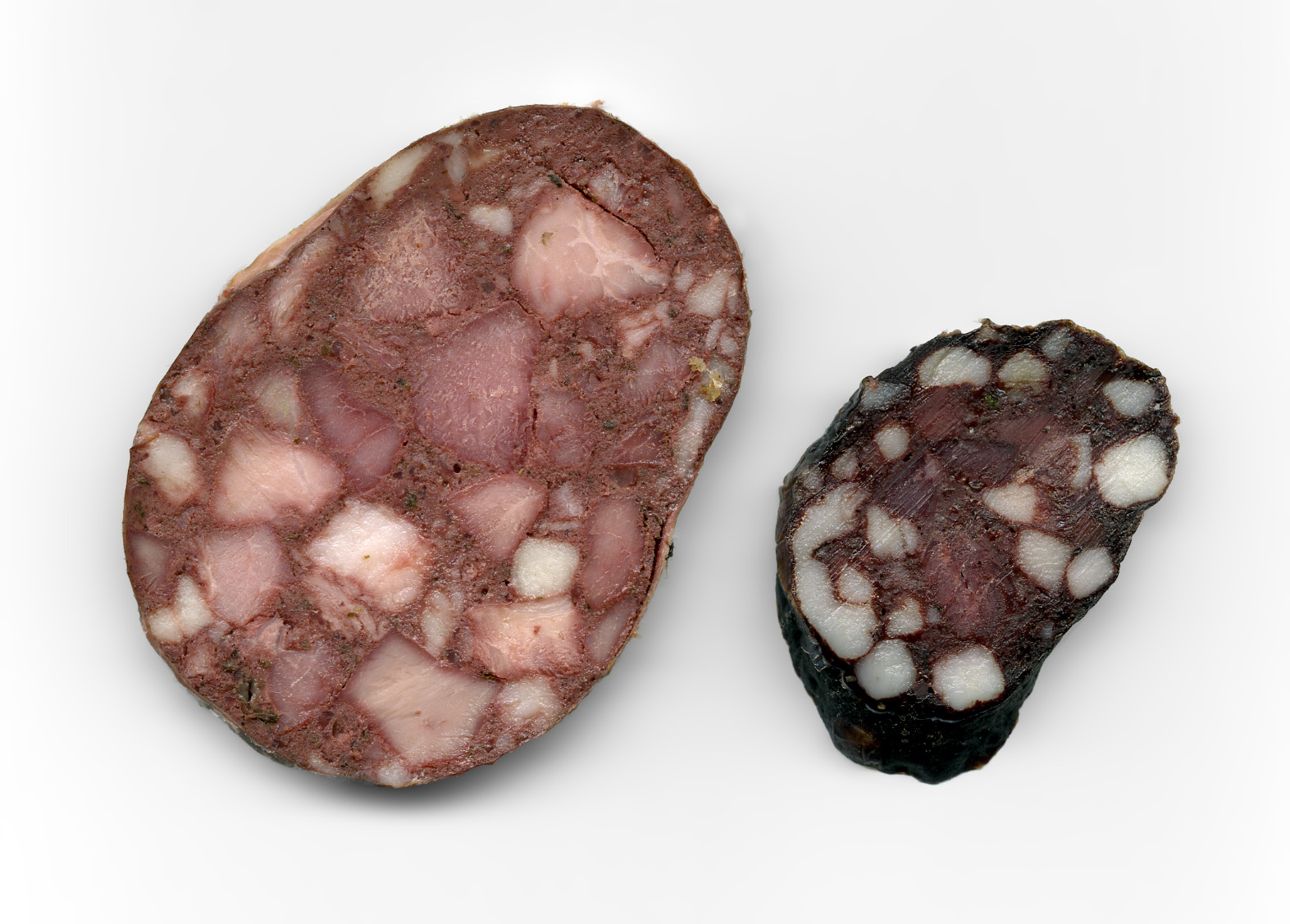
독일식 선지 소시지의 단면. 왼쪽은 훈제식이고 오른쪽은 건조식.

선지 소시지 또는 피 소시지(blood sausages)는 일종의 혈액 요리로, 동물의 선지(피)를 익히거나 건조한 것을 재료로 삼아 만든 소시지이다. 유럽의 블랙 푸딩에서 한국의 피순대에 이르기까지 전 세계적으로 발견되는 요리이다. 재료로 사용되는 선지는 돼지, 소, 양, 오리, 염소 등 다양한 동물에게서 얻을 수 있다.
서양에서는 선지와 함께 고기, 지방, 옥분, 양파, 밤, 보리, 귀리 따위를 죄다 섞어 소시지를 채운다. 동양에서는 쌀이 사용되고, 아프리카 케냐에서는 갈아 놓은 염소고기 또는 소고기, 지방, 붉은양파 등을 쓴다.

## 지역별 분류

### 아시아

#### 한국
순대(피순대)는 한국의 선지 소시지 분류에 들어갈 수 있다. 가장 일반적인 유형인 '순대'는 당면, 보리, 돼지의 피로 만들어지지만, 여러 다른 요리법에는 일반적인 재료 외에도 깻잎, 대파, 된장, 찹쌀, 김치, 콩나물이 들어가기도 한다. 일반적으로 한국 순대는 돼지 내장으로 싸여 있으며, 그 안에는 돼지의 피가 들어갔었으나, 현대 시대에는 피를 흡수시키기 위해 당면을 추가하는 것으로 변화하였다. 이 음식은 서구권 화자들에게 때때로 영국의 블랙 푸딩과 비슷한 음식으로 소개되기도 하며, 그 반대의 상황도 종종 발견된다.
그 외에도 수프에 끓인 소의 피인 '선지'라는 또 다른 한국 음식이 있다. 이것은 스웨덴의 '블러드 푸딩'과 비슷하다.

#### 일본
일본은 육식 금지의 영향으로, 피를 먹는 것을 금하였다. 그러나 1945년 이전에, 사슴과 곰의 피를 이용해 만든 선지 소시지 요리가 존재한다는 기록이 있다. 그 이름은 '소레소레'(それゝゝ)이며, 는 사슴이나 곰의 창자를 묶어서 그 혈액을 채우고 열린 불 위의 금속 냄비에 혈액이 응고될 때까지 끓여서 만든 선지 소시지로 알려져 있다.

#### 몽골
몽골은 유목 문화가 영향이 있어 선지 소시지 요리도 동아시아에서 상당히 발달되어 있다.
초투가산 게데스(цутгасан гэдэс)는 몽골의 선지 소시지 중 하나이다.
게데스 초스(гэдэс цус)는 양의 직장에 밀가루나 메밀가루를 섞은 선지를 채워 만드는 몽골식 피순대라고 할 수 있다.
게데스 허시넉(гэдэс хошного)은 양의 내장에 양 부산물과 장기를 채워 만드는 몽골식 내장순대로 볼 수 있다.

## 유럽

### 북유럽

#### 핀란드
핀란드에는 무스타마카라(Mustamkkara) 라고 하는 선지 소시지가 있다. 이 요리에는 선지와 보리가 들어가며, 월귤잼과 함께 먹는다.

### 서유럽

#### 영국 및 아일랜드
블랙 푸딩(Black pudding)은 가장 대표적인 선지 소시지 요리 중 하나로 알려져 있다. 영국의 음식으로 주로 알려져 있지만, 아일랜드에서도 이것을 먹는다.
해기스(Haggis)도 광범위한 의미의 선지 소시지에 포함된다. 스코틀랜드의 음식으로, 양 또는 송아지의 내장을 다진 양파, 오트밀, 쇠기름, 향신료, 소금 등과 섞은 뒤 그 위장에 넣어서 삶은 것이다.

#### 프랑스
부댕 누아르(Boudin noir)는 프랑스의 선지 소시지이다. 그 이름은 영어로 '검은 푸딩'과 같으며, 영국의 블랙 푸딩과 사실상 이름이 같다. 선지와 돼지 부속물을 넣는다. 고기와 우유를 많이 넣어 색깔이 붉지 않고 하얀 부댕 블랑(Boudin blanc)과는 다르다.

### 중부 유럽

#### 독일
독일은 유럽에서 선지 소시지 요리가 가장 발달된 국가 중 하나이다. 독일어로 선지 소시지는 "블루트부르스트"(Blutwurst)라고 표현하는데, 이들은 단순히 피를 굳혀 만든 중겐부르스트(Zungenwurst)에서 시작하여 간을 이용한 레버부르스트(Leberwurst)까지, 다양한 요리법을 구축해나갔다. 독일의 선지 소시지는 주로 돼지고기를 기반으로 한 요리이다. 그 예시로, 지역 선지 소시지로 유명한 것 중 하나인데 작센 지방에서 만들어지는 요리로 티겔부르스트(Tiegelwurst)가 대표적이다.

### 남유럽

#### 스페인
모르시야(Morcilla): 스페인의 선지 소시지.
모르시야 데 부르고스(Morcilla de Burgos): 스페인 부르고스 지방의 모르시야로, 선지와 쌀이 들어간다.
모르시야 돌체(Morcilla dolce): 스페인에서 우루과이로 전래된 모르시야로, 선지에 건포도와 오렌지 등이 들어간다.
보티파라 네그라(Botifarra negra): 카탈루냐의 선지 소시지. 선지 대신 고기를 많이 넣어 색깔이 붉지 않고 하얀 보티파라 블랑카(Botifarra blanca)와는 다르다.

#### 이탈리아
산구이나초(Sanguinaccio): 이탈리아의 선지 소시지.
비롤도(Biroldo): 이탈리아 토스카나 지방의 산구이나초로, 돼지 선지와 머릿고기, 돼지껍데기와 여러 가지 향신료를 소의 두 번째나 세 번째 위에 넣어 만든다.
부리스토(Buristo): 이탈리아 토스카나 지방의 산구이나초로, 돼지 선지에 돼지고기와 건포도를 섞어 소의 두 번째나 세 번째 위에 넣어 만든다.
말레가토(Malegato): 이탈리아 토스카나 지방의 산구이나초로, 돼지 선지와 내장을 돼지 창자에 넣어 만든다.
산자리(Sangiari): 이탈리아 칼라브리아주의 산구이나초로, 선지에 리코타와 와인을 섞어 만든다.

### 동유럽
옐리토(Jelito): 체코의 선지 소시지. 선지와 지방, 다진 보리를 돼지 창자에 넣어 만든다. 차갑게 하여 먹는다.
카산카(Kaszanka): 폴란드의 선지 소시지. 선지와 메밀이 들어간다.
베리보르스트(Verivorst): 에스토니아의 선지 소시지. 무스타마카라와 유사하다.

## 아프리카
- 무투라

## 같이 보기
- 소를 넣은 음식 목록

## 참고 문헌
- 육경희 (2017). 《순대실록》. 서울: BR미디어. ISBN 9788993508376.